# Almost Blue (colonna sonora)
Almost Blue è la colonna sonora dell'omonimo film, composta dai Massimo Volume e Lory D.

## Descrizione
Il primo brano del disco è Almost Blue, canzone resa celebre da Chet Baker, nella versione originale eseguita dal suo autore Elvis Costello.
Gli altri brani sono canzoni già edite dei Massimo Volume (Ti sto cercando, Avvertimento, Fuoco fatuo, La città morta, Pizza express) insieme a brani strumentali inediti e a quattro canzoni di Lory D.

## Tracce
1. Almost Blue – Elvis Costello & The Attractions
2. Ti sto cercando – Massimo Volume
3. Corsa a vuoto – Massimo Volume
4. Qualcosa da dichiarare – Massimo Volume
5. Morte indolore – Massimo Volume
6. Volti – Massimo Volume
7. Tema di misero – Massimo Volume
8. Ding along – Lory D
9. Future dance floor – Lory D
10. Killer loop – Lory D
11. Avvertimento – Massimo Volume
12. Fuoco fatuo – Massimo Volume
13. Temah – Lory D
14. La città morta – Massimo Volume
15. Pizza express – Massimo Volume
16. Quasi blu – Massimo Volume